# Puchenau
Puchenau est une commune autrichienne du district d'Urfahr-Umgebung en Haute-Autriche.